# NCSM Kamsack (K171)
Le NCSM Kamsack (Navire canadien de Sa Majesté Kamsack) est une corvette canadienne qui prit part à la Bataille de l'Atlantique lors de la Seconde Guerre mondiale. Il a été construit à Port Athur en Ontario. Il fut mis en service le 4 octobre 1941 et retiré du service le 22 juillet 1945.

## Annexe